# 徳義ビル

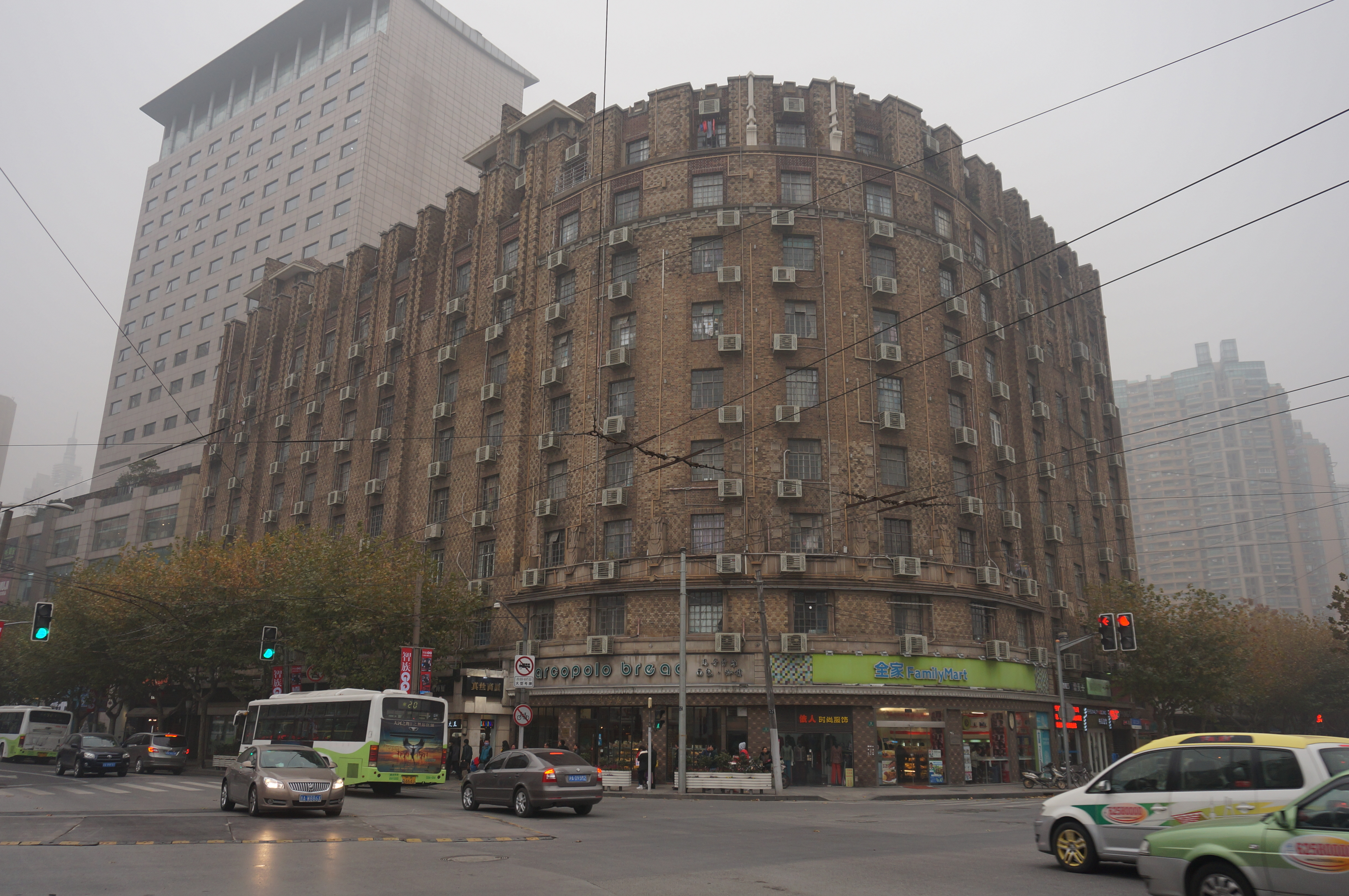
徳義ビル

徳義ビル（とくぎビル、Denis Apartments）は、上海市静安区南京西路にある建物である。この建物は上海初期のシングル向けマンションであり、1930年に竣工した。1931年から中華人民共和国建国まで、この建物は中国銀行が所有していた。
徳義ビルは1994年に上海市優秀歴史建築に選ばれた。